# Saint-Jean-le-Vieux (Isère)
Saint-Jean-le-Vieux ist eine französische Gemeinde mit 276 Einwohnern (Stand: 1. Januar 2022) im Département Isère in der Region Auvergne-Rhône-Alpes (vor 2016 Rhône-Alpes). Sie gehört zum Arrondissement Grenoble und zum Kanton Le Moyen Grésivaudan. Die Einwohner nennen sich Jactous.

## Geographie
Die Gemeinde Saint-Jean-le-Vieux liegt etwa elf Kilometer ostnordöstlich von Grenoble in einem Tal des Grésivaudan. Umgeben wird Saint-Jean-le-Vieux von den Nachbargemeinden Le Versoud im Westen und Norden, La Combe-de-Lancey im Nordosten und Osten, Revel im Süden sowie Domène im Westen.

## Bevölkerungsentwicklung
| Jahr                       | 1962 | 1968 | 1975 | 1982 | 1990 | 1999 | 2011 | 2021 |
| Einwohner                  | 138  | 104  | 99   | 149  | 173  | 203  | 254  | 284  |
| Quellen: Cassini und INSEE |      |      |      |      |      |      |      |      |

## Sehenswürdigkeiten
- Kirche Saint-Jean-Baptiste aus dem 11. Jahrhundert, seit 2004 Monument historique
- Turm Le Couvat aus dem 13. Jahrhundert

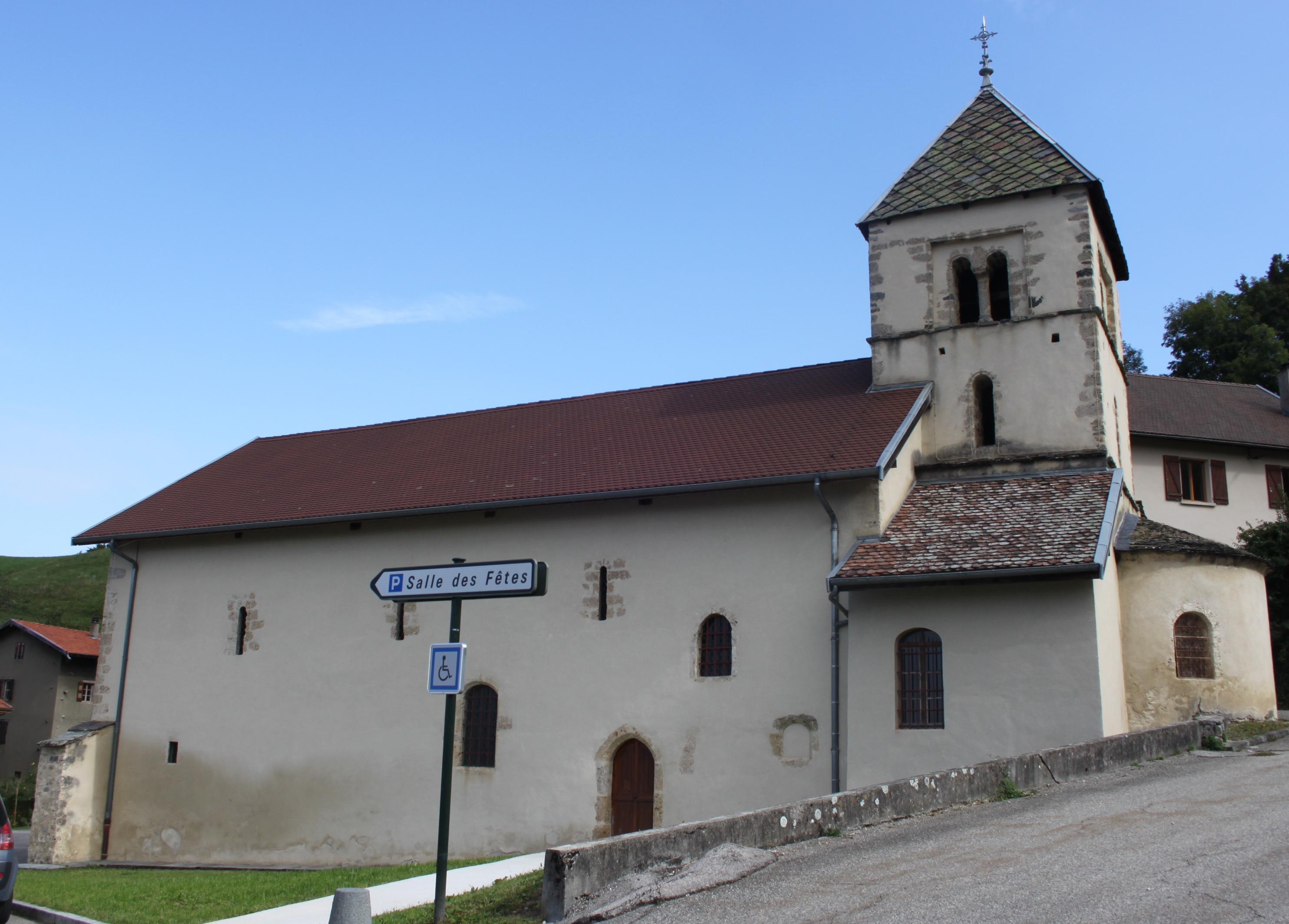
Kirche Saint-Jean-Baptiste
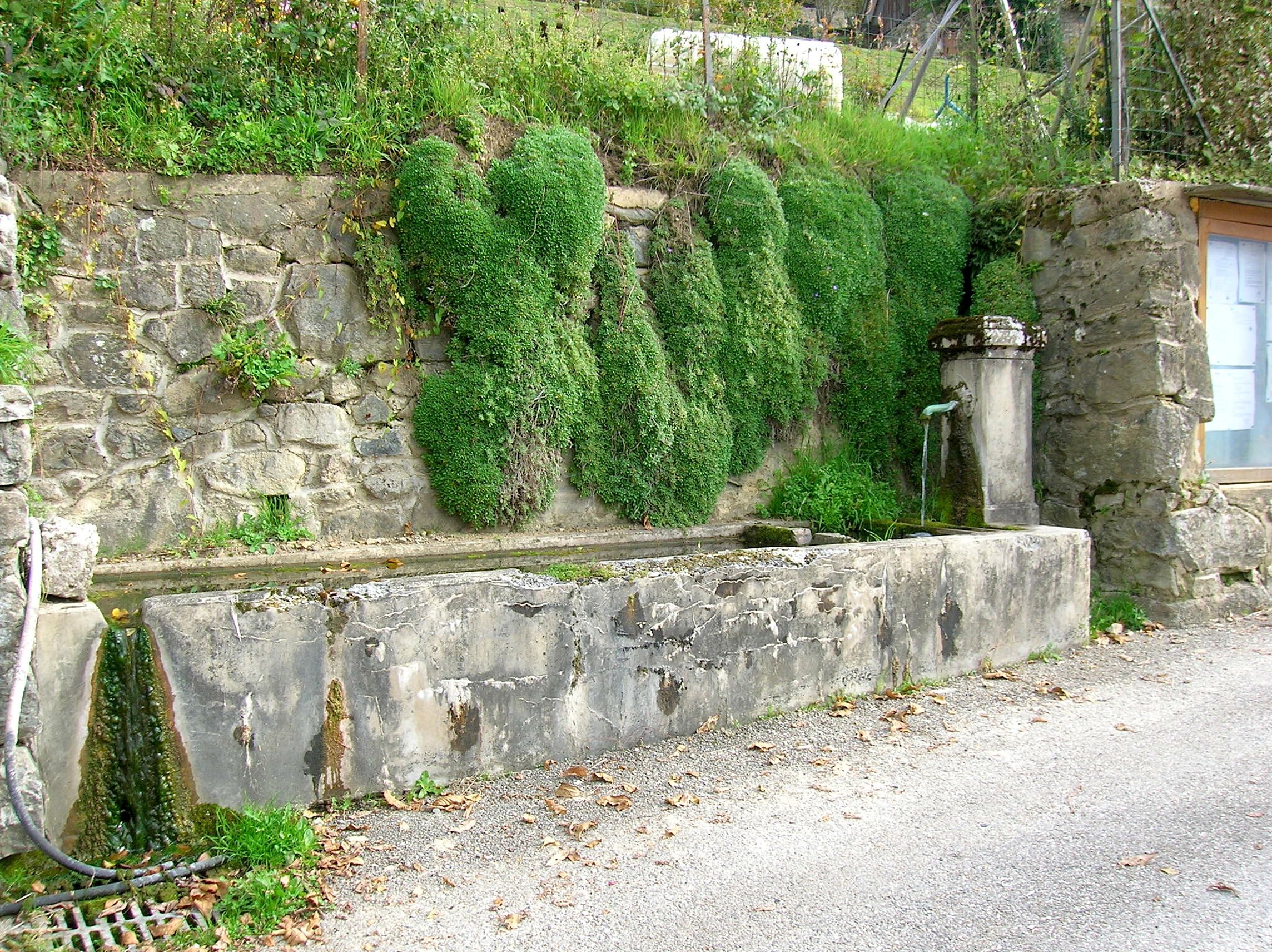
Brunnen und ehemalige Viehtränke
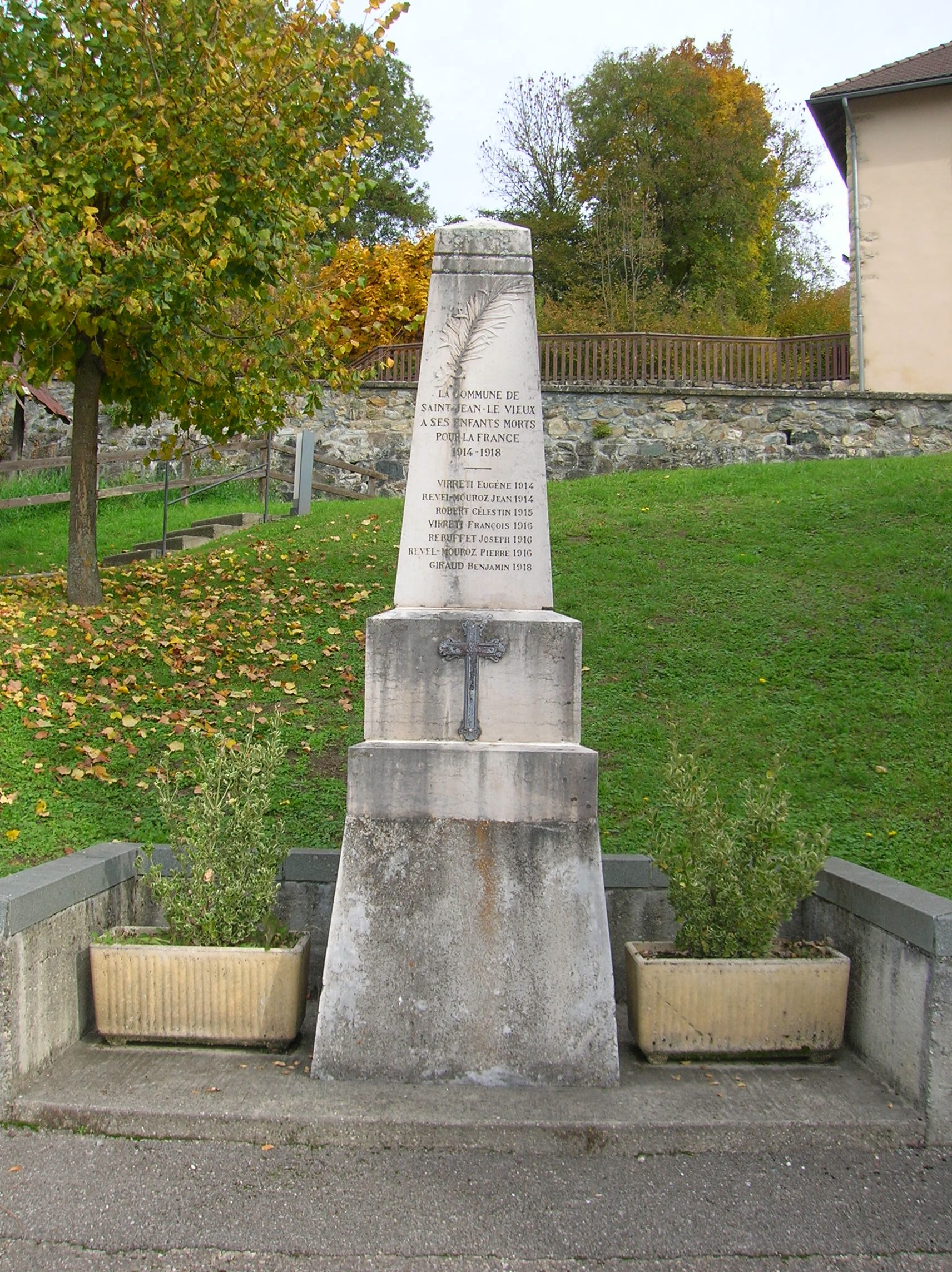
Gefallenendenkmal